# Eois lineolata
Eois lineolata là một loài bướm đêm trong họ Geometridae.